# Trebišov
Trebišov (em húngaro: Tőketerebes; alemão: Trebischau) é uma cidade da Eslováquia, situada no distrito de Trebišov, na região de Košice. Tem 70,16 km² de área e sua população em 2018 foi estimada em 24.597 habitantes.

## Demografia
| Ano:        | 1994   | 2004   | 2014   | 2024   |
| ----------- | ------ | ------ | ------ | ------ |
| Broj ljudi: | 21 824 | 22 934 | 24 500 | 22 780 |
| Razlika:    |        | +5,08% | +6,82% | -7,02% |

| Ano:               | 2023   | 2024   |
| ------------------ | ------ | ------ |
| Número de pessoas: | 22 812 | 22 780 |
| Diferença:         |        | -0,14% |